# Juju (Rapperin)/Diskografie
Diese Diskografie ist eine Übersicht über die musikalischen Werke der deutschen Rapperin Juju. Den Schallplattenauszeichnungen zufolge hat sie bisher mehr als 4,6 Millionen Tonträger verkauft, davon alleine in ihrer Heimat über 4,2 Millionen. Ihre erfolgreichste Veröffentlichung ist die Single Vermissen mit über 1,1 Millionen verkauften Einheiten.

## Alben

### Studioalben
| Jahr | Titel Musiklabel             | Höchstplatzierung, Gesamtwochen, AuszeichnungChartplatzierungen (Jahr, Titel, Musiklabel, Platzierungen, Wochen, Auszeichnungen, Anmerkungen) | Höchstplatzierung, Gesamtwochen, AuszeichnungChartplatzierungen (Jahr, Titel, Musiklabel, Platzierungen, Wochen, Auszeichnungen, Anmerkungen) | Höchstplatzierung, Gesamtwochen, AuszeichnungChartplatzierungen (Jahr, Titel, Musiklabel, Platzierungen, Wochen, Auszeichnungen, Anmerkungen) | Anmerkungen                                             |
| Jahr | Titel Musiklabel             | DE | AT | CH | Anmerkungen                                             |
| ---- | ---------------------------- | --- | --- | --- | ------------------------------------------------------- |
| 2019 | Bling Bling Jinx Music (UMG) | DE3 Gold · (62 Wo.)DE | AT5 Gold · (29 Wo.)AT | CH15 Gold · (6 Wo.)CH | Erstveröffentlichung: 14. Juni 2019 Verkäufe: + 117.500 |

## Singles

### Als Leadmusikerin
| Jahr | Titel Album                  | Höchstplatzierung, Gesamtwochen, AuszeichnungChartplatzierungen (Jahr, Titel, Album, Platzierungen, Wochen, Auszeichnungen, Anmerkungen) | Höchstplatzierung, Gesamtwochen, AuszeichnungChartplatzierungen (Jahr, Titel, Album, Platzierungen, Wochen, Auszeichnungen, Anmerkungen) | Höchstplatzierung, Gesamtwochen, AuszeichnungChartplatzierungen (Jahr, Titel, Album, Platzierungen, Wochen, Auszeichnungen, Anmerkungen) | Anmerkungen                                                                      |
| Jahr | Titel Album                  | DE | AT | CH | Anmerkungen                                                                      |
| --- | ---------------------------- | --- | --- | --- | -------------------------------------------------------------------------------- |
| 2015 | Berliner Schnauze –          | — | — | — | Erstveröffentlichung: 24. Dezember 2015 mit Said                                 |
| 2018 | Winter in Berlin Bling Bling | — | — | — | Erstveröffentlichung: 19. Januar 2018                                            |
| 2018 | Heroin –                     | DE85 (1 Wo.)DE | — | — | Erstveröffentlichung: 2. Februar 2018 mit Ali As                                 |
| 2019 | Intro Bling Bling            | DE66 (2 Wo.)DE | — | — | Erstveröffentlichung: 1. März 2019                                               |
| 2019 | Hardcore High Bling Bling    | DE20 Gold · (7 Wo.)DE | AT53 Gold · (1 Wo.)AT | — | Erstveröffentlichung: 22. März 2019 Verkäufe: + 215.000                          |
| 2019 | Bling Bling                  | DE63 (1 Wo.)DE | — | — | Erstveröffentlichung: 11. April 2019                                             |
| 2019 | Vermissen Bling Bling        | DE1 Diamant · (59 Wo.)DE | AT2 ×3Dreifachplatin · (40 Wo.)AT | CH13 ×3Dreifachplatin · (16 Wo.)CH | Erstveröffentlichung: 3. Mai 2019 Verkäufe: + 1.150.000; feat. Henning May       |
| 2019 | Live Bitch Bling Bling       | DE45 (2 Wo.)DE | — | — | Erstveröffentlichung: 31. Mai 2019                                               |
| 2020 | Kein Wort –                  | DE1 Platin · (19 Wo.)DE | AT1 Platin · (13 Wo.)AT | CH3 ×2Doppelplatin · (9 Wo.)CH | Erstveröffentlichung: 17. Januar 2020 Verkäufe: + 470.000; mit Loredana          |
| 2020 | Vertrau mir –                | DE8 (4 Wo.)DE | AT26 (2 Wo.)AT | CH71 (1 Wo.)CH | Erstveröffentlichung: 17. Juli 2020                                              |
| 2022 | Erkläre mir die Liebe –      | DE20 (4 Wo.)DE | — | — | Erstveröffentlichung: 21. April 2022 feat. Chapo102 & Philipp Poisel             |
| 2022 | Fick dein Insta –            | DE39 (1 Wo.)DE | — | — | Erstveröffentlichung: 7. Juli 2022                                               |
| 2022 | Nie wieder sehen –           | DE11 (3 Wo.)DE | AT39 (1 Wo.)AT | CH65 (1 Wo.)CH | Erstveröffentlichung: 17. November 2022                                          |
| Folgende Lieder erschienen nicht als Single, wurden aber durch das Album zum Download und Streaming bereitgestellt und konnten somit eine Platzierung erlangen: |                              | | | |                                                                                  |
| |                              | | | |                                                                                  |
| 2019 | Hi Babe Bling Bling          | DE12 Gold · (17 Wo.)DE | AT29 Platin · (3 Wo.)AT | CH84 Platin · (1 Wo.)CH | Videoauskopplung: 13. Juni 2019 Charteinstieg: 21. Juni 2019 Verkäufe: + 250.000 |
| 2019 | Sommer in Berlin Bling Bling | DE60 (1 Wo.)DE | — | — | Charteinstieg: 21. Juni 2019                                                     |
| 2019 | Ich müsste lügen Bling Bling | DE62 (1 Wo.)DE | — | — | Charteinstieg: 21. Juni 2019                                                     |
| 2019 | Freisein Bling Bling         | DE91 (1 Wo.)DE | — | — | Charteinstieg: 21. Juni 2019 feat. Xavier Naidoo                                 |
| 2019 | Coco Chanel Bling Bling      | DE94 (1 Wo.)DE | — | — | Charteinstieg: 21. Juni 2019                                                     |
| 2019 | Bye Bye Bling Bling          | DE99 (1 Wo.)DE | — | — | Charteinstieg: 21. Juni 2019                                                     |

### Als Gastmusikerin
| Jahr | Titel Album                      | Höchstplatzierung, Gesamtwochen, AuszeichnungChartplatzierungen (Jahr, Titel, Album, Platzierungen, Wochen, Auszeichnungen, Anmerkungen) | Höchstplatzierung, Gesamtwochen, AuszeichnungChartplatzierungen (Jahr, Titel, Album, Platzierungen, Wochen, Auszeichnungen, Anmerkungen) | Höchstplatzierung, Gesamtwochen, AuszeichnungChartplatzierungen (Jahr, Titel, Album, Platzierungen, Wochen, Auszeichnungen, Anmerkungen) | Anmerkungen |
| Jahr | Titel Album                      | DE | AT | CH | Anmerkungen |
| ---- | -------------------------------- | --- | --- | --- | --- |
| 2017 | Alkohol fließt Identität EP      | — | — | — | Erstveröffentlichung: 7. Juli 2017 Karaz feat. Juju |
| 2018 | Melodien Fickt euch alle EP      | DE1 Platin · (33 Wo.)DE | AT1 (26 Wo.)AT | CH1 (13 Wo.)CH | Erstveröffentlichung: 3. August 2018 Verkäufe: + 400.000; Capital Bra feat. Juju |
| 2019 | Lambo Diablo GT (Remix) –        | DE21 (9 Wo.)DE | AT39 (6 Wo.)AT | — | Erstveröffentlichung: 3. Januar 2019 Capo feat. Juju & Nimo |
| 2019 | Hype –                           | — | — | — | Erstveröffentlichung: 18. Januar 2019 4Squad feat. Juju |
| 2020 | 2012 100 Pro                     | DE2 Gold · (14 Wo.)DE | AT10 (6 Wo.)AT | CH23 (4 Wo.)CH | Erstveröffentlichung: 21. August 2020 Verkäufe: + 200.000; Bausa feat. Juju |
| 2021 | Wenn du mich siehst Zukunft II   | DE2 Gold · (14 Wo.)DE | AT3 Gold · (7 Wo.)AT | CH6 (7 Wo.)CH | Erstveröffentlichung: 20. August 2021 Verkäufe: + 215.000; RAF Camora feat. Juju |
| 2022 | Wildberry Lillet (Remix) –       | DE— aDE | AT— aAT | CH— aCH | Erstveröffentlichung: 15. September 2022 Nina Chuba feat. Juju |
| 2023 | Mh mh Survival Mode              | DE30 (2 Wo.)DE | — | — | Erstveröffentlichung: 20. Juli 2023 Badmómzjay feat. Juju |
| 2024 | Bis zur Spree –                  | DE— bDE | — | — | Erstveröffentlichung: 31. Mai 2024 Aylo feat. Juju |
| 2024 | Ba$$tard Gameboy                 | DE25 (4 Wo.)DE | AT47 (1 Wo.)AT | CH81 (1 Wo.)CH | Erstveröffentlichung: 15. August 2024 Bonez MC feat. Juju |
| 2025 | Bissu dumm ¿ (Megalodon Remix) – | DE8 (4 Wo.)DE | AT15 (2 Wo.)AT | CH19 (2 Wo.)CH | Erstveröffentlichung: 16. April 2025 Bonez MC & Nate57 feat. AchtVier, AK 33, AK Ausserkontrolle, Azad, Big Toe, Caney030, Celo & Abdi, Crackaveli, Curse, Dardan, Die P, Eno, Finch, Frauenarzt, Hakan Abi, Haze, Jaill, Jan Delay, Jonesmann, Juju, Kaisa Natron, Kolja Goldstein, Kontra K, Kwam.E, Laas Unltd., LX, Makko, Massiv, MP Freshly, Nizi19, Olexesh, OTW, Reeperbahn Kareem, Sa4, Saliou, Samra, Sido, Silva, Sil3A, Ski Aggu, Tom Hengst, Vega, Veysel, Zined |

## Musikvideos
| Jahr | Titel                          | Regie                              |
| ---- | ------------------------------ | ---------------------------------- |
| 2015 | Berliner Schnauze              | TK-Productions                     |
| 2018 | Heroin                         | Boston George & Roman Schaible     |
| 2018 | Melodien                       | Orkan Çe                           |
| 2019 | Lambo Diablo GT (Remix)        |                                    |
| 2019 | Intro                          | Vincent Boehringer                 |
| 2019 | Hardcore High                  | Vincent Boehringer                 |
| 2019 | Vermissen                      | Arabella Bartsch                   |
| 2019 | Live Bitch                     | Ruhi Baltrak                       |
| 2019 | Hi Babe                        | Jan Schröder & Martin Priesterjahn |
| 2020 | Kein Wort                      | Fati.tv                            |
| 2020 | Vertrau mir                    | Chehad Abdallah                    |
| 2020 | 2012                           | Christoph Szulecki                 |
| 2021 | Wenn du mich siehst            | Shaho Casado                       |
| 2022 | Erkläre mir die Liebe          | Randolph Herbst, Xandi Kindermann  |
| 2022 | Fick dein Insta                | Aha Moh                            |
| 2022 | Wildberry Lillet (Remix)       | Ale Ruiz-Zorilla                   |
| 2022 | Nie wieder sehen               | Diana Chamani                      |
| 2023 | Mh mh                          | Marvin Ströter                     |
| 2024 | Bis zur Spree                  | Benny 030                          |
| 2024 | Ba$$tard                       | Benny 030                          |
| 2025 | Bissu dumm ¿ (Megalodon Remix) | Benny 030                          |

## Autorenbeteiligungen
Juju als Autorin in den Charts

| Jahr | Titel Interpretation    | Höchstplatzierung, Gesamtwochen, AuszeichnungChartplatzierungen (Jahr, Titel, Interpretation, Platzierungen, Wochen, Auszeichnungen, Anmerkungen) | Höchstplatzierung, Gesamtwochen, AuszeichnungChartplatzierungen (Jahr, Titel, Interpretation, Platzierungen, Wochen, Auszeichnungen, Anmerkungen) | Höchstplatzierung, Gesamtwochen, AuszeichnungChartplatzierungen (Jahr, Titel, Interpretation, Platzierungen, Wochen, Auszeichnungen, Anmerkungen) | Anmerkungen                                              |
| Jahr | Titel Interpretation    | DE | AT | CH | Anmerkungen                                              |
| ---- | ----------------------- | --- | --- | --- | -------------------------------------------------------- |
| 2017 | Bongzimmer SXTN         | DE88 Platin · (3 Wo.)DE | AT— PlatinAT | CH— PlatinCH | Erstveröffentlichung: 28. April 2017 Verkäufe: + 450.000 |
| 2017 | Von Party zu Party SXTN | DE81 ×3Dreifachgold · (2 Wo.)DE | AT— PlatinAT | CH— PlatinCH | Erstveröffentlichung: 1. Juni 2017 Verkäufe: + 950.000   |

## Sonderveröffentlichungen
| Jahr | Titel Album                                  | Anmerkungen                                                     |
| ---- | -------------------------------------------- | --------------------------------------------------------------- |
| 2017 | Jeder pumpt es Wer hat das Gras weggeraucht? | Erstveröffentlichung: 3. Februar 2017 B-Tight feat. Juju        |
| 2017 | Alkohol fließt Identität EP                  | Erstveröffentlichung: 7. Juli 2017 Karaz feat. Juju             |
| 2018 | Melodien Fickt euch alle EP                  | Erstveröffentlichung: 28. September 2018 Capital Bra feat. Juju |
| 2021 | 2012 100 Pro                                 | Erstveröffentlichung: 26. Februar 2021 Bausa feat. Juju         |
| 2021 | Wenn du mich siehst Zukunft II               | Erstveröffentlichung: 1. Oktober 2021 RAF Camora feat. Juju     |
| 2022 | Sag mir wo du gerade bist 8                  | Erstveröffentlichung: 10. März 2022 Capital Bra feat. Juju      |
| 2023 | Mh mh Survival Mode                          | Erstveröffentlichung: 23. November 2023 Badmómzjay feat. Juju   |
| 2024 | Ba$$tard Gameboy                             | Erstveröffentlichung: 31. Oktober 2024 Bonez MC feat. Juju      |

## Statistik

### Chartauswertung
|                     | DE    | AT    | CH    |
| ------------------- | ----- | ----- | ----- |
| Nummer-eins-Alben   | DE—DE | AT—AT | CH—CH |
| Top-10-Alben        | DE1DE | AT1AT | CH—CH |
| Alben in den Charts | DE1DE | AT1AT | CH1CH |

|                       | DE     | AT     | CH     |
| --------------------- | ------ | ------ | ------ |
| Nummer-eins-Singles   | DE3DE  | AT2AT  | CH1CH  |
| Top-10-Singles        | DE7DE  | AT5AT  | CH3CH  |
| Singles in den Charts | DE24DE | AT12AT | CH10CH |

### Auszeichnungen für Musikverkäufe
| Goldene Schallplatte - Deutschland - 2023: für die Autorenbeteiligung Die Fotzen sind wieder da (SXTN) - Österreich - 2024: für die Autorenbeteiligung Hass Frau (SXTN) - 2024: für die Autorenbeteiligung Fotzen im Club (SXTN) |

Anmerkung: Auszeichnungen in Ländern aus den Charttabellen bzw. Chartboxen sind in ebendiesen zu finden.
| Land/RegionAuszeichnungen für Musikverkäufe (Land/Region, Auszeichnungen, Verkäufe, Quellen) | Gold       | Platin       | Diamant  | Verkäufe  | Quellen           |
| -------------------------------------------------------------------------------------------- | ---------- | ------------ | -------- | --------- | ----------------- |
| Deutschland (BVMI)                                                                           | 7× Gold7   | 4× Platin4   | Diamant1 | 4.200.000 | musikindustrie.de |
| Österreich (IFPI)                                                                            | 5× Gold5   | 7× Platin7   | —        | 277.500   | ifpi.at           |
| Schweiz (IFPI)                                                                               | Gold1      | 8× Platin8   | —        | 170.000   | hitparade.ch      |
| Insgesamt                                                                                    | 13× Gold13 | 19× Platin19 | Diamant1 |           |                   |